# 伯尼火山
52°20′S 73°24′W / 52.333°S 73.400°W
伯尼火山是智利的火山，位於該國南部，由麥哲倫-智利南極大區負責管轄，屬於安第斯山脈的一部分，海拔高度1,520米，最近一次火山噴發在1910年發生，人類在1973年首次成功登頂。